# Kamaritsa (Arcadia)
Kamaritsa  este un oraș în Grecia în Prefectura Arcadia.